# 박순찬
박순찬(1969년 11월 26일 ~ )은 대한민국의 시사만화가다.

## 간략 소개
서울 태생으로 연세대학교 천문대기과학과를 졸업했다. 대학재학시 학내 만화동아리 '만화사랑'에서 활동했다. 연세문화상 서양화 부문을 수상하기도 했다.
1995년 경향신문에 입사하여 현재까지 시사만화 '장도리'를 연재하고 있다. 시사주간지 뉴스메이커에 단편 시사만화와 패러디 만평을 연재하였다.

## 수상
- 2000년 경향 대상
- 2008년 제1회 올해의 시사만화상
- 2013년 제5회 올해의 시사만화상
- 2013년 부천만화대상 우수만화상

## 저서
- 2005년 "만화 박정희 1" (백무현 글 박순찬 그림, 시대의창)
- 2005년 "만화 박정희 2" (백무현 글 박순찬 그림, 시대의창)
- 2009년 "삽질공화국에 장도리를 날려라" (책보세)
- 2012년 "나는 99퍼센트다" (비아북)
- 2013년 "516 공화국" (비아북)
- 2014년 "세월의 기억" (비아북)
- 2015년 "조선에 장도리를 던져라" (비아북)
- 2016년 "굿바이 사이비 전성시대" (비아북)